# Tiger feet
Tiger feet is een single uit 1974 van de Britse glamrockband Mud. Het is herschreven en geproduceerd door Nicky Chinn en Mike Chapman. De B-kant is Mr Bagatelle. Tiger feet haalde de eerste plaats in Ierland en Engeland waar het het best verkochte plaatje van 1974 werd. Ook in Nederland waar door Toppop een soort Mudmania was losgebarsten, stond Tiger feet met evenveel succes in de hitparade terwijl Dyna-mite er nog niet uit was.

## Covers en gebruik in de media
- James Last nam het op in een arrangement dat aansluit op Radar Love en Jesus Loves You.
- In 1986 verscheen de versie van rockband Girlschool.

### Gebruik in de media
- In stripalbum nr. 4 van Jan, Jans en de Kinderen draaien Karlijn en Jans de pas gekochte single op maximumvolume. Dan treedt er een stroomstoring op die pas rond middernacht is verholpen, zodat Jan en Jans door de herrie worden gewekt.
- In 1994 was het te horen in de tiende aflevering van het sketchprogramma Mr. Bean.
- In 2009 werd het gebruikt voor een boterreclame.

## Hitnoteringen

### Nederlandse Top 40
| Hitnotering: 09-03-1974 t/m 15-06-1974 | Hitnotering: 09-03-1974 t/m 15-06-1974 | Hitnotering: 09-03-1974 t/m 15-06-1974 | Hitnotering: 09-03-1974 t/m 15-06-1974 | Hitnotering: 09-03-1974 t/m 15-06-1974 | Hitnotering: 09-03-1974 t/m 15-06-1974 | Hitnotering: 09-03-1974 t/m 15-06-1974 | Hitnotering: 09-03-1974 t/m 15-06-1974 | Hitnotering: 09-03-1974 t/m 15-06-1974 | Hitnotering: 09-03-1974 t/m 15-06-1974 | Hitnotering: 09-03-1974 t/m 15-06-1974 | Hitnotering: 09-03-1974 t/m 15-06-1974 | Hitnotering: 09-03-1974 t/m 15-06-1974 | Hitnotering: 09-03-1974 t/m 15-06-1974 | Hitnotering: 09-03-1974 t/m 15-06-1974 | Hitnotering: 09-03-1974 t/m 15-06-1974 | Hitnotering: 09-03-1974 t/m 15-06-1974 |
| Week:                                  | 1                                      | 2                                      | 3                                      | 4                                      | 5                                      | 6                                      | 7                                      | 8                                      | 9                                      | 10                                     | 11                                     | 12                                     | 13                                     | 14                                     | 15                                     |                                        |
| -------------------------------------- | -------------------------------------- | -------------------------------------- | -------------------------------------- | -------------------------------------- | -------------------------------------- | -------------------------------------- | -------------------------------------- | -------------------------------------- | -------------------------------------- | -------------------------------------- | -------------------------------------- | -------------------------------------- | -------------------------------------- | -------------------------------------- | -------------------------------------- | -------------------------------------- |
| Positie:                               | 11                                     | 4                                      | 2                                      | 1                                      | 1                                      | 1                                      | 2                                      | 4                                      | 4                                      | 6                                      | 9                                      | 15                                     | 25                                     | 25                                     | 38                                     | uit                                    |

### NederlandseDaverende 30
| Hitnotering: 09-03-1974 t/m 01-06-1974 | Hitnotering: 09-03-1974 t/m 01-06-1974 | Hitnotering: 09-03-1974 t/m 01-06-1974 | Hitnotering: 09-03-1974 t/m 01-06-1974 | Hitnotering: 09-03-1974 t/m 01-06-1974 | Hitnotering: 09-03-1974 t/m 01-06-1974 | Hitnotering: 09-03-1974 t/m 01-06-1974 | Hitnotering: 09-03-1974 t/m 01-06-1974 | Hitnotering: 09-03-1974 t/m 01-06-1974 | Hitnotering: 09-03-1974 t/m 01-06-1974 | Hitnotering: 09-03-1974 t/m 01-06-1974 | Hitnotering: 09-03-1974 t/m 01-06-1974 | Hitnotering: 09-03-1974 t/m 01-06-1974 | Hitnotering: 09-03-1974 t/m 01-06-1974 | Hitnotering: 09-03-1974 t/m 01-06-1974 |
| Week:                                  | 1                                      | 2                                      | 3                                      | 4                                      | 5                                      | 6                                      | 7                                      | 8                                      | 9                                      | 10                                     | 11                                     | 12                                     | 13                                     |                                        |
| -------------------------------------- | -------------------------------------- | -------------------------------------- | -------------------------------------- | -------------------------------------- | -------------------------------------- | -------------------------------------- | -------------------------------------- | -------------------------------------- | -------------------------------------- | -------------------------------------- | -------------------------------------- | -------------------------------------- | -------------------------------------- | -------------------------------------- |
| Positie:                               | 10                                     | 3                                      | 2                                      | 1                                      | 1                                      | 1                                      | 2                                      | 4                                      | 6                                      | 9                                      | 13                                     | 14                                     | 29                                     | uit                                    |

### NPO Radio 2 Top 2000
| Nummer met noteringen in de NPO Radio 2 Top 2000 | '00  | '01  | '02 | '03  | '04  | '05  | '06  | '07  | '08  | '09  | '10  | '11 | '12  | '13  |
| ------------------------------------------------ | ---- | ---- | --- | ---- | ---- | ---- | ---- | ---- | ---- | ---- | ---- | --- | ---- | ---- |
| Tiger feet                                       | 1012 | 1628 | 855 | 1121 | 1281 | 1326 | 1155 | 1611 | 1277 | 1606 | 1584 | -   | 1903 | 1990 |

1. ↑  Een '-' betekent dat het nummer niet was genoteerd en een vetgedrukt getal geeft de hoogste notering aan.
2. ↑  2000 was het eerste jaar met een notering voor dit nummer.
3. ↑  Deze tabel is bijgewerkt tot en met de laatste editie (2024).